# Hydrelaps darwiniensis
Hydrelaps darwiniensis is een slang uit de familie koraalslangachtigen (Elapidae) en de onderfamilie zeeslangen (Hydrophiinae).

## Naam en indeling
De wetenschappelijke naam van de soort werd voor het eerst voorgesteld door George Albert Boulenger in 1896. Het is de enige soort uit het monotypische geslacht Hydrelaps. De soortaanduiding darwiniensis betekent vrij vertaald 'levend in Darwin'; dit is een plaats in Australië.

## Uiterlijke kenmerken
De slang bereikt een lichaamslengte tot ongeveer 53 centimeter. De kop is duidelijk te onderscheiden van het lichaam door de aanwezigheid van een insnoering, daarnaast heeft de kop een zeer donkere tot zwarte kleur. De lichaamskleur is geel, met ongeveer dertig zwarte banden. Deze zijn het breedst aan de bovenzijde en op het midden zijn ze voorzien van een lichte vlek aan de bovenzijde. De staart is zijwaarts afgeplat. De ogen zijn relatief klein en hebben een ronde pupil. De slang heeft 25 tot 30 rijen schubben in de lengte op het midden van het lichaam.

## Levenswijze
Hydrelaps darwiniensis jaagt op vissen. De slang is giftig maar wordt niet beschouwd als gevaarlijk voor de mens.

## Verspreiding en habitat
De slang leeft in de Koraalzee langs de kust van Nieuw-Guinea en Australië. In Australië komt de slang voor in de deelstaten Noordelijk Territorium, Queensland en West-Australië. De habitat bestaat uit de neretische zone, in ondiepe wateren in kuststreken met een zand- of modderbodem en in mangrove|mangrovegebieden. De soort is aangetroffen tot een diepte van ongeveer 10 meter onder het zee-oppervlak.

## Beschermingsstatus
Door de internationale natuurbeschermingsorganisatie IUCN is de beschermingsstatus 'veilig' toegewezen (Least Concern of LC).